# Zafer Hanım
Zafer Hanım fue una escritora turca considerada una de las primeras mujeres novelistas de su país. Su nacimiento y fechas de muerte son desconocidos. Según el escritor contemporáneo Mehmet Zihni, era miembro de la familia Fuat Pasha; su marido fue Kabuli Pasha, que murió antes que Zafer Hanım publicara su obra.
La novela, titulada Unşk-ı Vatan (en español: El amor a la madre patria), fue publicada en 1877, sólo cinco años después de que el primer novelista varón hiciera lo mismo. La trama gira en torno a dos esclavas (en turco: cariye) de origen español llamadas Gülbeyaz y Refia, y sus peripecias para retornar a su madre tierra, la forma en cómo las mujeres de la clase alta sienten simpatía sobre aquello y cómo éstas se sienten de cierto modo exiliadas de sus propias familias tras salir de ellas como novias para formar la propia. El libro está dividido en tres partes e incluye un largo prefacio donde la autora se explaya disculpándose por haber incursionado en la escritura siendo mujer, aunque aclara que la naturaleza del tema abordado se lo permite (el amor a la «madre patria»).
Fatma Aliye, quien escribió su primera novela 14 años más tarde que Zafer Hanım, era considerada la primera mujer novelista turca. Sin embargo, actualmente los críticos discrepan sobre quién debería que ser considerada la primera; dado que Hanım escribió sólo una novela, algunos todavía consideran que Aliye debe tener ese honor.
Según Mehmet Zihni, la forma literaria de la novela era más narrativa que ficción; probablemente sea una narración de una historia real de dos mujeres que vivían en casa de Laz Ahmet Pasha. En 1994, Zehra Toska de la Universidad Boğaziçi rescató la novela olvidada de Hanim y la publicó bajo el sello Oğlak Yayınları con el título Zafer Hanım ve Aşk-ı Vatan; en 2008 apareció con la editorial Zeynep Bektaş y en.